# Klimovsk
Klimovsk (em russo: Климовск) é uma cidade da Rússia situada no óblast de Moscou. Localiza-se à 55 km ao sul da cidade de Moscou, e tem uma população de cerca de 56,186 habitantes (2010).